# Matías Prats Cañete
Matías Prats Cañete (Villa del Río, Còrdova, 4 de desembre de 1913-Madrid, 8 de setembre de 2004) va ser un reconegut periodista espanyol.
Va ser una de les veus més conegudes de la ràdio a Espanya, sobretot per ser la veu del NO-DO, per la retransmissió de partits de futbol i per la informació taurina. És el pare de Matías Prats Luque, conegut periodista, presentador dels informatius d'Antena 3 i va tenir altres dos fills, Juan Jesús i María del Carmen, fruit del seu matrimoni amb Emilia Luque Montejano. El seu net Matías Prats Chacón també és periodista.

## Biografia
Els seus pares van ser Juan José Prats Cerezo i Manuela Molina Cañete, tots dos de Villa del Río. Durant la seva infància a la seva ciutat natal, el jove Matías Prats va destacar en els cercles literaris de la ciutat, principalment en el Casino local, per la seva incipient faceta de poeta, arribant a ser entrevistat a Radio Córdoba després de guanyar un concurs de poesies nadalenques.
Va estudiar peritatge industrial a Màlaga i posteriorment va marxar a Madrid, estudiant a l'Escola Oficial de Periodisme.
A Madrid pretén iniciar una carrera com a poeta assistint a tertúlies literàries però uns anys més tard l'inici de la Guerra Civil l'obliga a tornar a la seva ciutat natal.
És durant la guerra quan Matías Prats té els seus primers contactes professionals amb el món de la ràdio. Destinat a Algesires va començar a treballar en l'emissora local, Radio Algeciras, després que sofrís una ferida en un ull causada per una bala. Aquesta ferida va ser la responsable que sofrís fotofòbia la resta de la seva vida i es veiés obligat a utilitzar sempre ulleres fosques.
Una vegada acabada la guerra se li ofereix un lloc de treball en l'emissora de Màlaga de Ràdio Nacional començant a retransmetre corrides de toros i partits de futbol des de principis de la dècada de 1940, i va ser un Reial Betis-Málaga Club de Fútbol de segona divisió la primera trobada esportiva que va narrar.
Torna de nou a Madrid en 1945 en inaugurar-se les noves instal·lacions de Ràdio Nacional a Arganda del Rey. La seva carrera periodística comença a adquirir renom i les seves responsabilitats dins de l'emissora també. D'aquesta manera arriba a ser en 1947 cap del Departament de Realització d'Emissores de Ràdio Nacional d'Espanya i des d'aquest mateix any fins a 1971 va ser responsable de la redacció i locució dels Noticiarios y Documentales Cinematográficos (NO-DO). Dos anys més tard, en 1949 després d'haver assistit a l'Escola Oficial de Periodisme va poder graduar-se com a periodista. Va desenvolupar des de 1954 el lloc de cap d'Emissions a Ràdio Nacional.
A més de la ràdio, el periodista va treballar en Televisió Espanyola des de 1956, retransmetent esdeveniments esportius i corregudes de toros. També es va posar al capdavant de programes com Pantalla deportiva (1959), La Copa (1963), Graderío (1963), Cartel (1965) o Ayer domingo (1965). Es jubila en 1985 encara que el seu treball de locutor en ràdio acaba en 1974, moment en el qual comença a treballar en l'Assessoria Tècnica de la Direcció General de Ràdio Espanya. Malgrat això va tornar puntualment a les retransmissions esportives durant la Copa d'Europa de 1981 i durant el mundial de futbol celebrat a Espanya en 1982.
Entre les seves retransmissions més recordades està la del gol de Zarra a l'estadi Maracaná de Rio de Janeiro el 2 de juny de 1950, durant el partit entre Espanya i Anglaterra del Mundial de Futbol del Brasil. Així mateix, el gol de Marcelino al Bernabeu en 1964, en el partit d'Espanya contra l'URSS de la Copa d'Europa de Nacions.
També és molt recordat com a narrador taurí, Prats era un gran aficionat i va realitzar l'última entrevista a Manolete abans de la seva mort.
Va morir en 2004 quan estava a punt de complir 91 anys.

## Premis
| Premis                   | Any  | Categoria | Resultat  |
| ------------------------ | ---- | --- | --------- |
| Premios ATV              | 2000 | Tota una vida 2000 | Guanyador |
| Premios ATV              | 1999 | Nacionals ràdio | Guanyador |
| Premis Ondas             | 1996 | Nacionals televisió: Millor labor professional ex aequo                                                               | Guanyador |
| Premis Ondas             | 1965 | Nacionals de televisió: Especials (En complir noces de plata d'activitat professional de RNE)                         | Guanyador |
| Premis Ondas             | 1955 | Local de Ràdio: Millor locutor esportiu                                                                               | Guanyador |
| Premis Micrófono de Oro  | 1970 | Entregat l'1 de març de 1970 a l'Hotel Oromana d'Alcalá de Guadaíra (Sevilla) (Cfr. ABC SEVILLA 01.03.1970 pàgina 63) | Guanyador |
| Premi Víctor de la Serna | 1993 | Millor labor periodística durant l'any                                                                                | Guanyador |
| Antena de Oro            | 1963 | Millor labor periodística a la ràdio                                                                                  | Guanyador |

Altres:
- A part en el Premi Ondas de 1965 nomenat Periodista d'Honor.
- Pregoner de les Jornades Nacionals d'Exaltació del Tambor i el Bombo s Híjar (Terol)
- Medalla d'Or al Mèrit en el Treball en 1998 pel Consell de Ministres d'Espanya.
- Premi "Tota una vida 2000" pel Consell de l'Acadèmia de les Ciències i les Arts de Televisió d'Espanya (ATV).
- Medalla d'Or de la Reial Orde del Mèrit Esportiu, atorgada pel Consell Superior d'Esports (1994)[4]